# Viêm vùng chậu
Viêm vùng chậu là chứng nhiễm trùng ở phần trên của bộ phận sinh dục phụ nữ gồm tử cung, ống Fallop, buồng trứng, và bên trong khung chậu. Thông thường bệnh này không có triệu chứng nào. Các dấu hiệu và triệu chứng nếu tồn tại có thể bao gồm đau bụng dưới, khí hư, sốt, cảm giác bỏng khi đi tiểu tiện, đau khi giao hợp, hoặc kinh nguyệt bất thường. Bệnh viêm vùng chậu nếu không được điều trị có thể gây ra các biến chứng lâu dài như vô sinh, thai ngoài tử cung, đau vùng chậu mãn tính và ung thư.
Căn bệnh này do vi khuẩn lây lan từ âm đạo và cổ tử cung gây ra. Các viêm nhiễm của vi khuẩn Neisseria gonorrhoeae hoặc Chlamydia trachomatis có mặt trong 75-90 phần trăm trường hợp. Thường thì bệnh có liên quan đến nhiều loại vi khuẩn khác nhau. Nếu không điều trị khoảng 10 phần trăm của những người mắc bệnh chlamydia và 40 phần trăm của những người nhiễm lậu mủ sẽ dẫn đến bệnh viêm vùng chậu. Yếu tố nguy cơ tương tự như của các bệnh lây truyền qua đường tình dục nói chung và bao gồm những người có nhiều bạn tình và những người sử dụng ma túy. Thụt rửa âm đạo cũng có thể làm tăng nguy cơ. Việc chẩn đoán thường dựa trên các dấu hiệu và triệu chứng thấy được. Có khuyến cáo rằng bệnh này cần được xem xét trong tất cả phụ nữ trong độ tuổi sinh đẻ mà có đau bụng dưới. Một chẩn đoán chắc chắn bệnh này được thực hiện bằng cách tìm mủ liên quan đến ống dẫn trứng khi phẫu thuật. Siêu âm có thể giúp hỗ trợ chẩn đoán.
Những nỗ lực để ngăn chặn căn bệnh này bao gồm việc không có quan hệ tình dục hoặc giảm số bạn tình và sử dụng bao cao su. Việc tầm soát những phụ nữ có nguy cơ nhiễm Chlamydia sau đó thực hiện điều trị giúp giảm nguy cơ nhiễm bệnh viêm vùng chậu. Nếu chẩn đoán có nghi ngờ thì việc chữa trị là nên làm. Cần chữa trị cả bạn tình của người bệnh. Trong những người có triệu chứng nhẹ hoặc vừa phải, cần một liều tiêm kháng sinh ceftriaxone duy nhất, kèm với điều trị dùng doxycycline trong hai tuần và có thể metronidazole trong một tháng. Đối với những người không có cải thiện sau ba ngày hoặc những người có bệnh nặng thì nên sử dụng việc tiêm tĩnh mạch.
Trên toàn cầu khoảng 106 triệu trường hợp nhiễm chlamydia và 106 triệu trường hợp bệnh lậu mủ xảy ra trong năm 2008. Tuy nhiên số lượng ca bệnh viêm vùng chậu lại không rõ ràng. Người ta ước tính bệnh này ảnh hưởng đến khoảng 1,5 phần trăm phụ nữ trẻ hàng năm. Ở Hoa Kỳ bệnh này được ước tính ảnh hưởng đến khoảng một triệu người mỗi năm. Một loại dụng cụ tử cung (IUD) được gọi là lá chắn Dalkon dẫn đến việc tăng tỷ lệ viêm vùng chậu trong những năm 1970. Dụng cụ tử cung hiện tại không làm tăng bệnh này sau tháng đầu tiên.
Bệnh gây ra bởi vi khuẩn lây lan từ âm đạo và cổ tử cung. Nhiễm trùng do Neisseria Gonorrhoeae hoặc Chlamydia Trachomatis có trong 75 đến 90 phần trăm các trường hợp. Thông thường, nhiều vi khuẩn khác nhau có liên quan. Nếu không được điều trị, khoảng 10 phần trăm những người bị nhiễm chlamydia và 40 phần trăm những người bị nhiễm lậu sẽ phát triển bệnh viêm phổi. Các yếu tố nguy cơ nói chung tương tự như các bệnh lây truyền qua đường tình dục và bao gồm nhiều bạn tình và sử dụng ma túy. Thụt rửa âm đạo cũng có thể làm tăng nguy cơ. Chẩn đoán thường dựa trên các dấu hiệu và triệu chứng. Khuyến cáo rằng bệnh này nên được xem xét ở tất cả phụ nữ trong độ tuổi sinh đẻ bị đau bụng dưới. Một chẩn đoán xác định về bệnh viêm phổi được thực hiện bằng cách tìm thấy mủ liên quan đến ống dẫn trứng trong khi phẫu thuật. Siêu âm cũng có thể hữu ích trong chẩn đoán.

## Dấu hiệu và triệu chứng

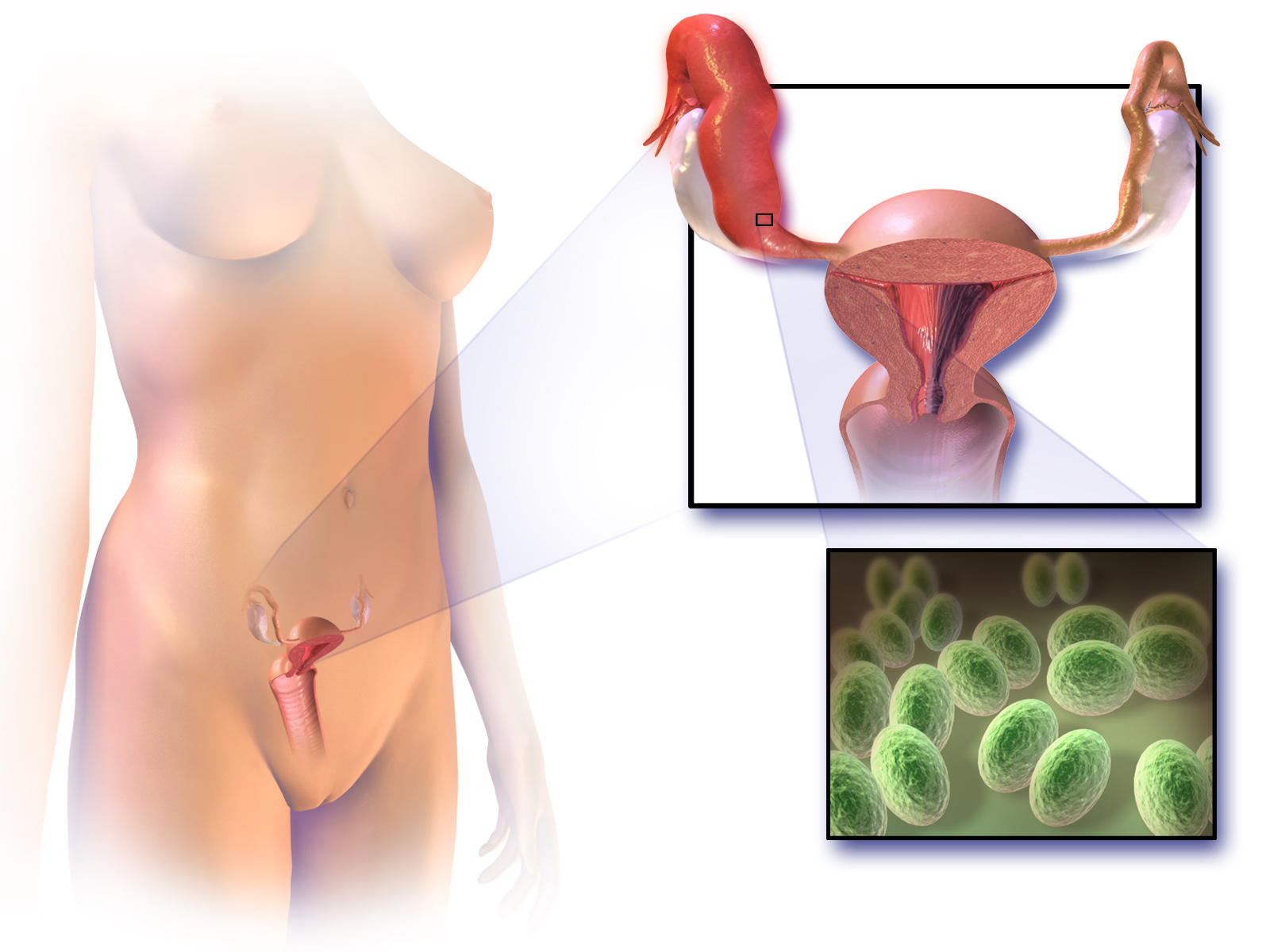
Minh họa của bệnh viêm vùng chậu

Các triệu chứng trong phạm vi PID từ không đến nghiêm trọng. Nếu có triệu chứng, sau đó sốt, cổ tử cung nhạy cảm chuyển động, thấp đau bụng, xả mới hoặc khác nhau, giao hợp đau, tử cung nhạy cảm, phần phụ bị đau, hoặc kinh nguyệt không đều có thể được ghi nhận.
Các biến chứng khác bao gồm viêm nội mạc tử cung, viêm salping, áp xe buồng trứng, viêm phúc mạc vùng chậu, viêm màng ngoài tim và viêm màng ngoài tim.
Biến chứng
PID có thể gây ra sẹo bên trong hệ thống sinh sản, sau này có thể gây ra các biến chứng nghiêm trọng, bao gồm đau vùng chậu mãn tính, vô sinh, mang thai ngoài tử cung (nguyên nhân hàng đầu gây tử vong liên quan đến thai kỳ ở phụ nữ trưởng thành) và các biến chứng khác của thai kỳ. Đôi khi, nhiễm trùng có thể lan đến phúc mạc gây viêm và hình thành mô sẹo trên bề mặt ngoài của gan (hội chứng Fitz-Hugh xông Curtis).

## Nguyên nhân
Chlamydia trachomatis và Neisseria Gonorrhoeae thường là nguyên nhân chính của bệnh viêm phổi. Dữ liệu cho thấy rằng PID thường là đa hình. Isolated vi khuẩn kỵ khí và vi sinh vật tuỳ ý đã được lấy từ đường sinh dục trên. N. gonorrhoeae đã được phân lập từ ống dẫn trứng, các sinh vật gây bệnh và kỵ khí được phục hồi từ các mô nội mạc tử cung.
Cấu trúc giải phẫu của các cơ quan nội tạng và các mô của đường sinh sản nữ cung cấp một con đường cho mầm bệnh đi từ âm đạo đến khoang chậu xuyên qua vùng kín. Sự xáo trộn của microbiota âm đạo xuất hiện tự nhiên liên quan đến viêm âm đạo do vi khuẩn làm tăng nguy cơ mắc bệnh viêm phổi.
N. lậu và C. trachomati s là những sinh vật phổ biến nhất. Ít phổ biến nhất là nhiễm trùng gây ra bởi anaerobes và các sinh vật khoa học. Anaerobes và vi khuẩn khoa học cũng được phân lập từ 50 phần trăm bệnh nhân mà Chlamydia và Neisseria đã được phục hồi; do đó, vi khuẩn kỵ khí và vi khuẩn gây bệnh đã có mặt ở đường sinh dục trên của gần hai phần ba số bệnh nhân mắc bệnh PID. Xét nghiệm PCR và huyết thanh học có liên quan đến sinh vật cực kỳ khó tính với viêm nội mạc tử cung, bệnh viêm phổi và yếu tố vô sinh. Các vi sinh vật liên quan đến PID được liệt kê dưới đây.
Hiếm khi các trường hợp mắc bệnh PID đã phát triển ở những người tuyên bố họ chưa bao giờ quan hệ tình dục.

## Chẩn đoán

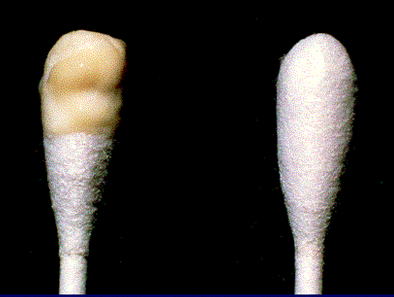
Dịch nhầy cổ tử cung nhìn thấy trên một nụ bông

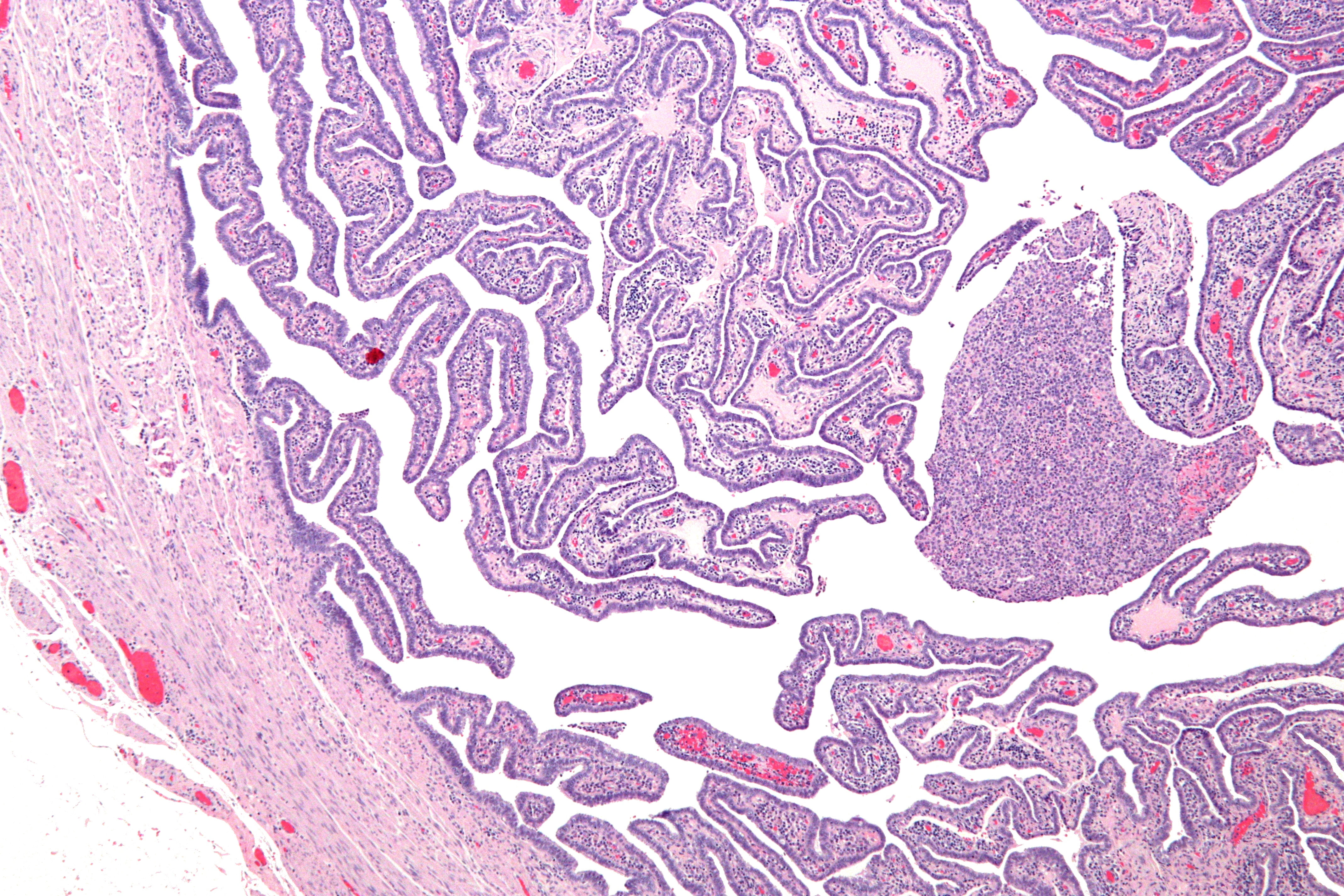
Vi mô viêm salping qua kính hiển vi – một thành phần của bệnh viêm vùng chậu.

Khi kiểm tra vùng chậu, chuyển động của cổ tử cung, tử cung hoặc đau vùng thượng thận sẽ được trải nghiệm. Viêm cổ tử cung niêm mạc và hoặc viêm niệu đạo có thể được quan sát. Trong trường hợp nghiêm trọng, có thể cần thêm xét nghiệm như nội soi, lấy mẫu và nuôi cấy vi khuẩn trong ổ bụng hoặc sinh thiết mô.
Phẫu thuật nội soi có thể hình dung được sự kết dính của "dây đàn violin", đặc trưng của viêm màng ngoài tim Fitz-Hugh, Curtis và các áp xe khác có thể có.
Các phương pháp chẩn đoán hình ảnh khác, như siêu âm, chụp cắt lớp vi tính (CT) và chụp ảnh từ tính (MRI), có thể hỗ trợ chẩn đoán. Xét nghiệm máu cũng có thể giúp xác định sự hiện diện của nhiễm trùng: tốc độ máu lắng (ESR), mức protein phản ứng C (CRP), và thăm dò DNA chlamydia và lậu cầu.
Các xét nghiệm khuếch đại axit nucleic (NAAT), xét nghiệm fluorescein trực tiếp (DFA) và xét nghiệm miễn dịch hấp thụ liên quan đến enzyme (ELISA) là các xét nghiệm có độ nhạy cao có thể xác định mầm bệnh cụ thể. Xét nghiệm huyết thanh tìm kháng thể không hữu ích vì sự hiện diện của vi sinh vật ở người khỏe mạnh có thể gây nhầm lẫn trong việc giải thích mức độ kháng thể, mặc dù nồng độ kháng thể có thể chỉ ra liệu nhiễm trùng là gần đây hay lâu dài.
Tiêu chí dứt khoát bao gồm bằng chứng mô bệnh học của viêm nội mạc tử cung, ống dẫn trứng đầy dày hoặc phát hiện nội soi. Nhuộm gram / phết tế bào trở nên dứt khoát trong việc xác định các sinh vật hiếm, không điển hình và có thể nghiêm trọng hơn. Hai phần ba bệnh nhân có bằng chứng nội soi về bệnh nhân trước đó không biết họ mắc bệnh PID, nhưng ngay cả bệnh nhân không triệu chứng cũng có thể gây ra tác hại nghiêm trọng.
Nhận dạng nội soi là hữu ích trong chẩn đoán bệnh ống dẫn trứng; giá trị tiên đoán dương tính từ 65% đến 90% tồn tại ở những bệnh nhân mắc bệnh suy đoán.
Sau khi siêu âm phụ khoa, một phát hiện tiềm năng là tubo-buồng trứng phức tạp, mà là phù nề cấu trúc khung xương chậu và giãn ra bằng chứng là lợi nhuận mơ hồ, nhưng không có áp xe hình thành.
Chẩn đoán phân biệt
Một số nguyên nhân khác có thể gây ra các triệu chứng tương tự bao gồm viêm ruột thừa, thai ngoài tử cung, u nang buồng trứng xuất huyết hoặc vỡ, xoắn buồng trứng và lạc nội mạc tử cung và viêm dạ dày ruột, viêm phúc mạc và viêm âm đạo do vi khuẩn khác.
Bệnh viêm vùng chậu có nhiều khả năng tái phát khi có tiền sử nhiễm trùng, quan hệ tình dục gần đây, bắt đầu kinh nguyệt gần đây hoặc đặt vòng tránh thai (nếu đặt bạn tình bị nhiễm trùng qua đường tình dục.
Bệnh viêm vùng chậu cấp tính rất khó xảy ra khi giao hợp gần đây không được thực hiện hoặc không đặt vòng tránh thai. Một xét nghiệm thai kỳ huyết thanh nhạy cảm thường được thực hiện để loại trừ mang thai ngoài tử cung. Culdocentesis sẽ phân biệt hemoperitoneum (vỡ thai ngoài tử cung hoặc xuất huyết u nang) từ vùng chậu nhiễm trùng huyết (salpingitis, vỡ áp xe vùng chậu, hoặc phụ lục vỡ).
Siêu âm vùng chậu và âm đạo rất hữu ích trong chẩn đoán bệnh viêm phổi. Trong giai đoạn đầu của nhiễm trùng, siêu âm có thể xuất hiện bình thường. Khi bệnh tiến triển, những phát hiện không đặc hiệu có thể bao gồm dịch vùng chậu tự do, dày nội mạc tử cung, căng khoang tử cung do chất lỏng hoặc khí. Trong một số trường hợp, đường viền của tử cung và buồng trứng xuất hiện không rõ ràng. Buồng trứng mở rộng kèm theo số lượng u nang nhỏ tăng lên tương quan với PID.
Nội soi thường xuyên được sử dụng để chẩn đoán bệnh viêm vùng chậu vì nó không có sẵn. Hơn nữa, nó có thể không phát hiện viêm tinh tế của ống dẫn trứng, và nó không phát hiện ra viêm nội mạc tử cung. Tuy nhiên, nội soi ổ bụng được tiến hành nếu chẩn đoán không chắc chắn hoặc nếu người bệnh không đáp ứng với điều trị bằng kháng sinh sau 48 giờ.
Không có xét nghiệm đơn lẻ nào có đủ độ nhạy và độ đặc hiệu để chẩn đoán bệnh viêm vùng chậu. Một nghiên cứu lớn của Hoa Kỳ đã phát hiện ra rằng sự chuyển động của cổ tử cung như là một tiêu chí lâm sàng tối thiểu làm tăng độ nhạy của các tiêu chuẩn chẩn đoán CDC từ 83% đến 95%. Tuy nhiên, ngay cả các tiêu chí CDC 2002 sửa đổi cũng không xác định phụ nữ mắc bệnh cận lâm sàng.

## Phòng ngừa
Xét nghiệm thường xuyên cho các bệnh lây truyền qua đường tình dục được khuyến khích để phòng ngừa. Nguy cơ mắc bệnh viêm vùng chậu có thể giảm bằng cách sau:
- Sử dụng các phương pháp rào cản như bao cao su; xem hành vi tình dục của con người cho các danh sách khác.
- Tìm kiếm sự chăm sóc y tế nếu bạn đang gặp phải các triệu chứng của bệnh viêm phổi.
- Sử dụng thuốc tránh thai kết hợp nội tiết tố cũng giúp làm giảm cơ hội mắc bệnh viêm phổi bằng cách làm dày nút niêm mạc cổ tử cung & từ đó ngăn chặn sự đi lên của các sinh vật gây bệnh từ đường sinh dục dưới.
- Tìm kiếm sự chăm sóc y tế sau khi biết rằng bạn tình hiện tại hoặc trước đây có hoặc đã bị nhiễm bệnh lây qua đường tình dục.
- Nhận một lịch sử STI từ đối tác hiện tại của bạn và khuyến khích mạnh mẽ họ được kiểm tra và điều trị trước khi giao hợp.
- Siêng năng trong việc tránh hoạt động âm đạo, đặc biệt là giao hợp, sau khi kết thúc mang thai (sinh nở, sảy thai hoặc phá thai) hoặc các thủ tục phụ khoa nhất định, để đảm bảo cổ tử cung đóng lại.
- Giảm số lượng bạn tình.
- Tình dục một vợ một chồng.
- Kiêng

## Điều trị
Điều trị thường được bắt đầu mà không có xác nhận nhiễm trùng vì các biến chứng nghiêm trọng có thể xảy ra do điều trị chậm trễ. Điều trị phụ thuộc vào tác nhân lây nhiễm và thường liên quan đến việc sử dụng liệu pháp kháng sinh mặc dù không có bằng chứng rõ ràng về chế độ kháng sinh nào hiệu quả và an toàn hơn trong việc quản lý bệnh viêm phổi. Nếu không có cải thiện trong vòng hai đến ba ngày, bệnh nhân thường được khuyên nên tìm kiếm sự chăm sóc y tế thêm. Nhập viện đôi khi trở nên cần thiết nếu có các biến chứng khác. Điều trị bạn tình cho STI có thể có thể giúp điều trị và phòng ngừa.
Đối với những phụ nữ bị viêm phổi ở mức độ nhẹ đến trung bình, các liệu pháp tiêm và uống dường như có hiệu quả. Không quan trọng đối với kết quả ngắn hạn hay dài hạn của họ cho dù thuốc kháng sinh được sử dụng cho họ như bệnh nhân nội trú hay bệnh nhân ngoại trú. Phác đồ điển hình bao gồm Cefoxitin hoặc Cefotetan cộng với Doxycycline và Clindamycin cộng với gentamicin. Một chế độ tiêm ngoài da thay thế là Ampicillin / Sulbactam cộng với doxycycline. Thuốc dựa trên Erythromycin cũng có thể được sử dụng. Một nghiên cứu duy nhất cho thấy sự vượt trội của Azithromycin so với Doxycycline. Một cách khác là sử dụng chế độ tiêm ngoài da với ceftriaxone hoặc cefoxitin cộng với doxycycline. Kinh nghiệm lâm sàng hướng dẫn các quyết định liên quan đến việc chuyển từ điều trị bằng đường tiêm sang điều trị bằng đường uống, thường có thể được bắt đầu trong vòng 24 giờ, 48 giờ cải thiện lâm sàng.

## Tiên lượng
Ngay cả khi nhiễm trùng PID được chữa khỏi, ảnh hưởng của nhiễm trùng có thể là vĩnh viễn. Điều này làm cho nhận dạng sớm là thiết yếu. Điều trị dẫn đến chữa bệnh là rất quan trọng trong việc ngăn ngừa thiệt hại cho hệ thống sinh sản. Sự hình thành mô sẹo do một hoặc nhiều đợt viêm phổi có thể dẫn đến tắc ống dẫn trứng, làm tăng nguy cơ không có khả năng mang thai và đau vùng chậu / bụng lâu dài. Một số trường hợp nhất định như phẫu thuật vùng chậu, thời gian ngay sau khi sinh con (sau sinh), sẩy thai hoặc phá thai làm tăng nguy cơ mắc phải một bệnh nhiễm trùng khác dẫn đến bệnh viêm phổi.

## Dịch tễ học
Trên toàn cầu, khoảng 106 triệu trường hợp mắc bệnh chlamydia và 106 triệu trường hợp mắc bệnh lậu xảy ra trong năm 2008  Số trường hợp mắc bệnh PID; Tuy nhiên, không rõ ràng. Ước tính sẽ ảnh hưởng đến khoảng 1,5 phần trăm phụ nữ trẻ hàng năm. Tại Hoa Kỳ, PID được ước tính sẽ ảnh hưởng đến khoảng một triệu người mỗi năm. Tỷ lệ cao nhất với thanh thiếu niên và bà mẹ lần đầu. PID khiến hơn 100.000 phụ nữ bị vô sinh ở Mỹ mỗi năm.